# Rudolf vom Hofe
Rudolf vom Hofe  (* 1955) ist ein deutscher Mathematiker und Hochschullehrer. Er ist seit 2006 Professor für Mathematik und ihre Didaktik an der Fakultät für Mathematik an der Universität Bielefeld.

## Leben und Forschung
Vom Hofe studierte von 1973 bis 1978 Mathematik für das Lehramt an Gymnasien an der Universität Kassel und legte 1978 die 1. Staatsprüfung ab. Nach dem Referendariat am Theodor-Heuss-Gymnasium in Homberg (Efze) war er von 1981 bis 1994 Studienrat am Gustav-Stresemann-Gymnasium Bad Wildungen. Von 1989 bis 1994 war er an den Fachbereich Mathematik/Informatik der Universität Kassel als Wissenschaftlicher Mitarbeiter in der Arbeitsgruppe Werner Blum abgeordnet und promovierte 1994 in Didaktik der Mathematik mit der Dissertation: Grundvorstellungen mathematischer Inhalte als didaktisches Modell für Theorie und Praxis des Mathematikunterrichtes. Anschließend war er bis 1999 Wissenschaftlicher Assistent an der Mathematisch-Naturwissenschaftlichen Fakultät der Universität Augsburg in der Arbeitsgruppe von Professor Lisa Hefendehl-Hebeker. 1997 war er Gastprofessor am Mathematisch-Technischen Institut der Universität Aalborg (Dänemark) und habilitierte 1999 in Didaktik der Mathematik an der Universität Augsburg. Von 1999 bis 2006 war er Professor für Didaktik der Mathematik an der Mathematischen Fakultät der Universität Regensburg und seit 2006 Professor für Mathematik und ihre Didaktik an der Fakultät für Mathematik an der Universität Bielefeld. Seit 1995 ist er Mitherausgeber der Zeitschrift  „mathematik lehren“ und seit 1997 Herausgeber der Lehrwerkreihe „Mathematik heute“.  Seit 2017 ist er Mitglied im Beirat der Gesellschaft für Didaktik der Mathematik (GDM), deren 1. Vorsitzender er von 2013 bis 2016 war.

## Veröffentlichungen (Auswahl)
- Grundvorstellungen mathematischer Inhalte, 1995, ISBN 3-86025-670-X